# Abaújszántó
Abaújszántó é uma cidade da Hungria, situada no condado de Borsod-Abaúj-Zemplén. Tem 47,39 km² de área e sua população em 2019 foi estimada em 3.062 habitantes.